# Копей-Кубово
Копе́й-Кубо́во (рос. Копей-Кубово, башк. Кәпәй-Ҡобау) — село у складі Буздяцького району Башкортостану, Росія. Адміністративний центр Копей-Кубовської сільської ради.
Населення — 949 осіб (2010; 961 у 2002).
Національний склад:
- башкири — 71 %
- татари — 28 %